# Nanustes
Nanustes es un género de escarabajos longicornios de la tribu Acanthocinini que contiene una sola especie, Nanustes fuchsi. La especie fue descrita por Gilmour en 1960.
Se distribuye por Brasil. Mide aproximadamente 2,8-3,6 milímetros de longitud.